# Sei tutta la mia vita
Sei tutta la mia vita (The Marriage Clause) è un film muto del 1926 diretto da Lois Weber che ne curò anche l'adattamento basato su Technic, racconto di Dana Burnet che era stato pubblicato su The Saturday Evening Post del 16 maggio 1925.

## Trama
Sylvia Jordan, una ragazza molto carina ma anche molto timida, si presenta a un provino per una parte in uno spettacolo di Broadway. Quando però Barry Townsend, il regista, l'accusa di avergli rubato il portafoglio, la giovane ha una tale reazione che il regista si convince di trovarsi davanti a un'attrice con del potenziale. Sotto la guida di Townsend, Sylvia diventa una stella di Broadway. Il regista si innamora di lei e lei di lui; così, quando Townsend le chiede di sposarlo, lei accetta. Ravenal, il produttore, vuole però mettere sotto contratto la ragazza e inserisce nel documento, che avrà una durata di tre anni, una clausola che le vieta di sposarsi. Poi, rifiuta di rinnovare il contratto di Townsend. Sylvia, allora, gli chiede di riprendere Barry ma quest'ultimo, che ha frainteso quello che sta succedendo dando credito alle insinuazioni di un'altra attrice, Mildred Le Blanc, lascia il teatro. La sera della prima, Sylvia non è nelle sue migliori condizioni, perché si è ammalata. Venendo a sapere che Barry è tra il pubblico, vuole dare il meglio di sé con una prestazione brillante che entusiasma il pubblico. Ma lo sforzo è troppo per lei, che ha un collasso e finisce in ospedale. Barry corre da lei che, sempre innamorata, trova la forza di riprendersi per merito del suo amore.

## Produzione
Il film fu prodotto dall'Universal Pictures (con il nome Universal Jewel).

## Distribuzione
Il copyright del film, richiesto dalla Universal Pictures Corp., fu registrato il 12 giugno 1926 con il numero LP22821.
Distribuito dall'Universal Pictures, il film uscì nelle sale cinematografiche statunitensi il 12 settembre 1926 nella versione originale di 2.340,85 metri. Il 31 ottobre dello stesso anno uscì anche in Danimarca con il titolo Scenens Fristelser. Nel Regno Unito, dove fu distribuito dalla European Motion Picture Company il 31 gennaio 1927, venne presentato in una versione ridotta di 2.273,8 metri.
In Finlandia, fu distribuito il 29 gennaio 1928 e in Portogallo, con il titolo Sylvia, il 25 settembre 1929. In Italia, ottenne il visto di censura numero 24433, venendo distribuito nel 1923 con il titolo Sei tutta la mia vita dalla Universal.
Copia della pellicola si trova conservata negli archivi della Library of Congress di Washington.